# Hemiscolopia
Hemiscolopia es un género con una sola especies, Hemiscolopia trimera, de plantas de flores perteneciente a la familia Salicaceae. 